# 電子動態版《清明上河圖》

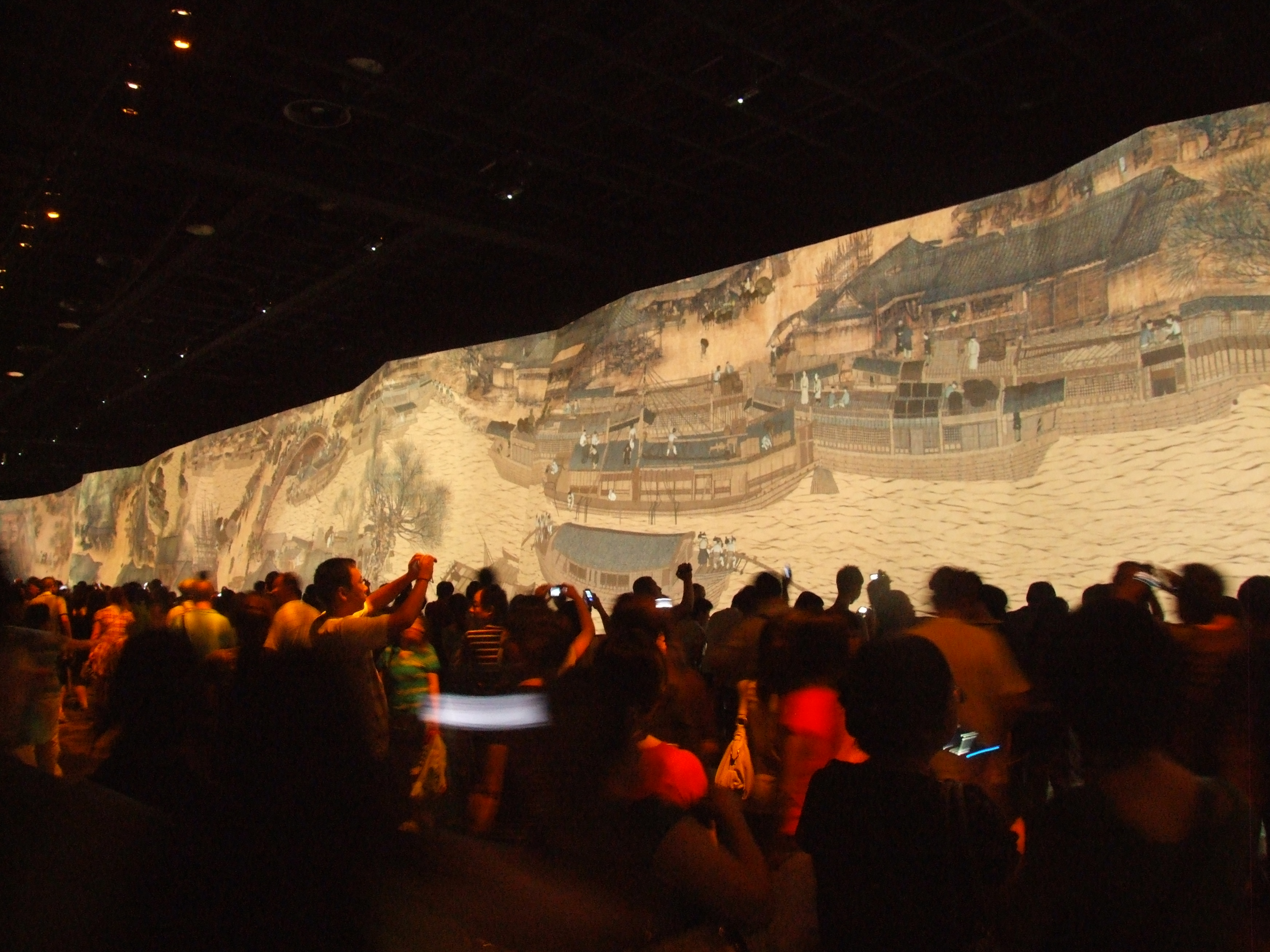
電子動態版《清明上河圖》於中国2010年上海世界博览会中国馆中展出

電子動態版《清明上河圖》全名「智慧的長河－－電子動態版清明上河圖」，是北宋畫家張擇端著名作品《清明上河圖》的動態版本，由水晶石影視傳媒科技有限公司製作，畢業於同濟大學工業設計專業的于正擔任總設計師。此作品首先於中国2010年上海世界博览会中国馆展出，隨後移師到香港、澳門、台北市、台中市及高雄市展出。现于中华艺术宫（原上海世博会中国馆）常设展出。

## 展出

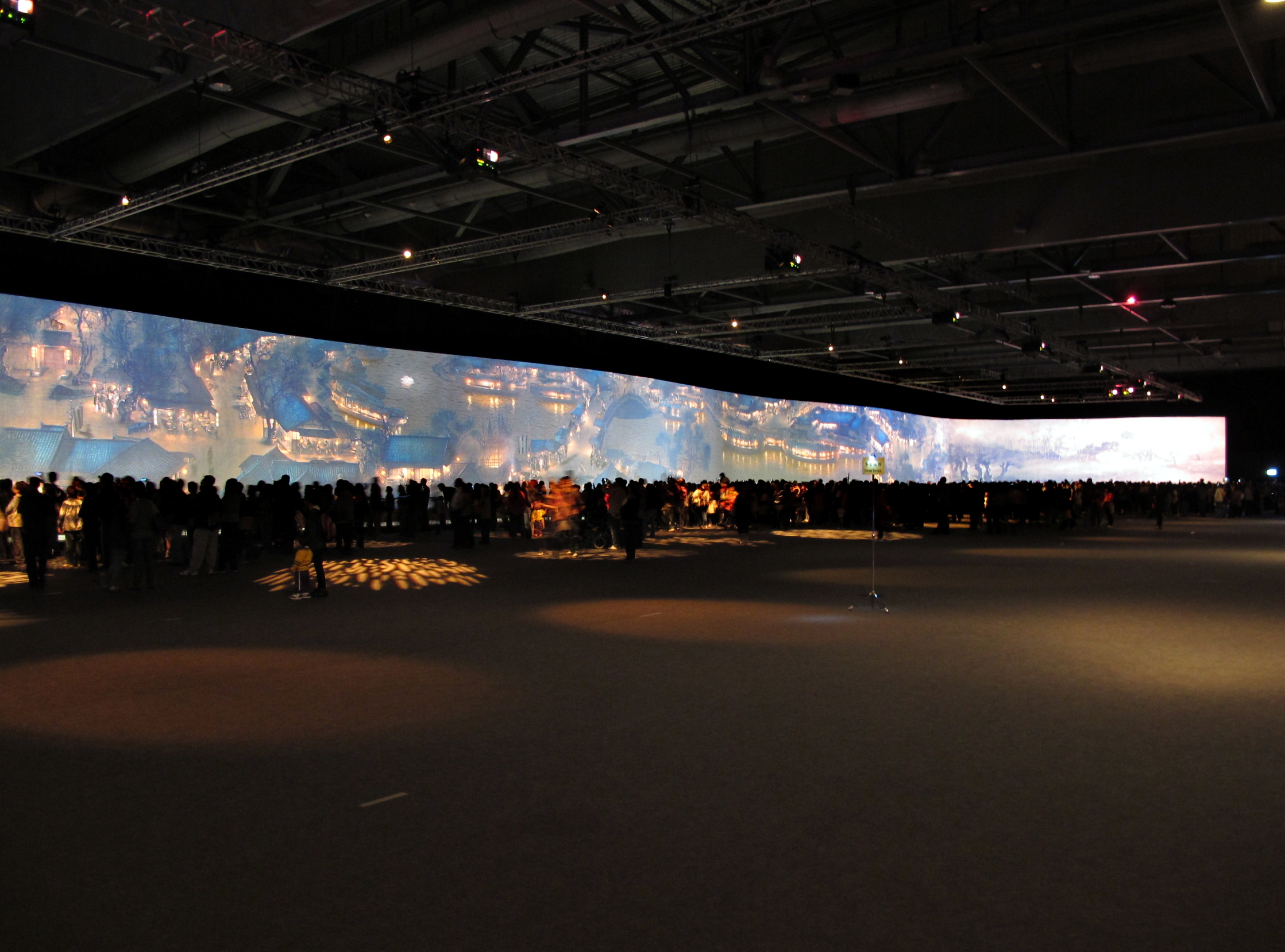
香港展出的清明上河圖展覽

此作品於上海世博會中國館內展出。據香港傳媒報導，中國館之參觀者僅可欣賞5至6分鐘，便要前往下一景點。

### 香港展出
香港政府於2010年10月11日宣佈，上海世博會中國館展出的鎮館之寶《清明上河圖》（仿製品）將利用中國館閉館整修期間，於2010年11月9日至11月29日於香港亞洲國際博覽館展出三周，每張門票售港幣10元，每節1小時，完場前20分鐘開始清場。由於票價低加上香港人多數未能於世博期間觀看，故此香港出現搶購熱潮，直至2010年10月22日已售出86%的門票。
香港展覽分三部份，分別為宋代文物、清明上河圖展覽及電子版製作過程。此外，場外亦有商業機構發售相關紀念品。
香港展覽的電子動態版《清明上河圖》與世博會中國館版本有所不同，中國館的投影幕牆是折線形，而在香港的則改成波浪形。此外，《清明上河圖》在中國館，頭尾兩端受到對面展項光影的影響，較會令觀眾分心，香港則是單獨展出。人流控制方面，世博會中國館是單向流動，而香港是可來回走動。

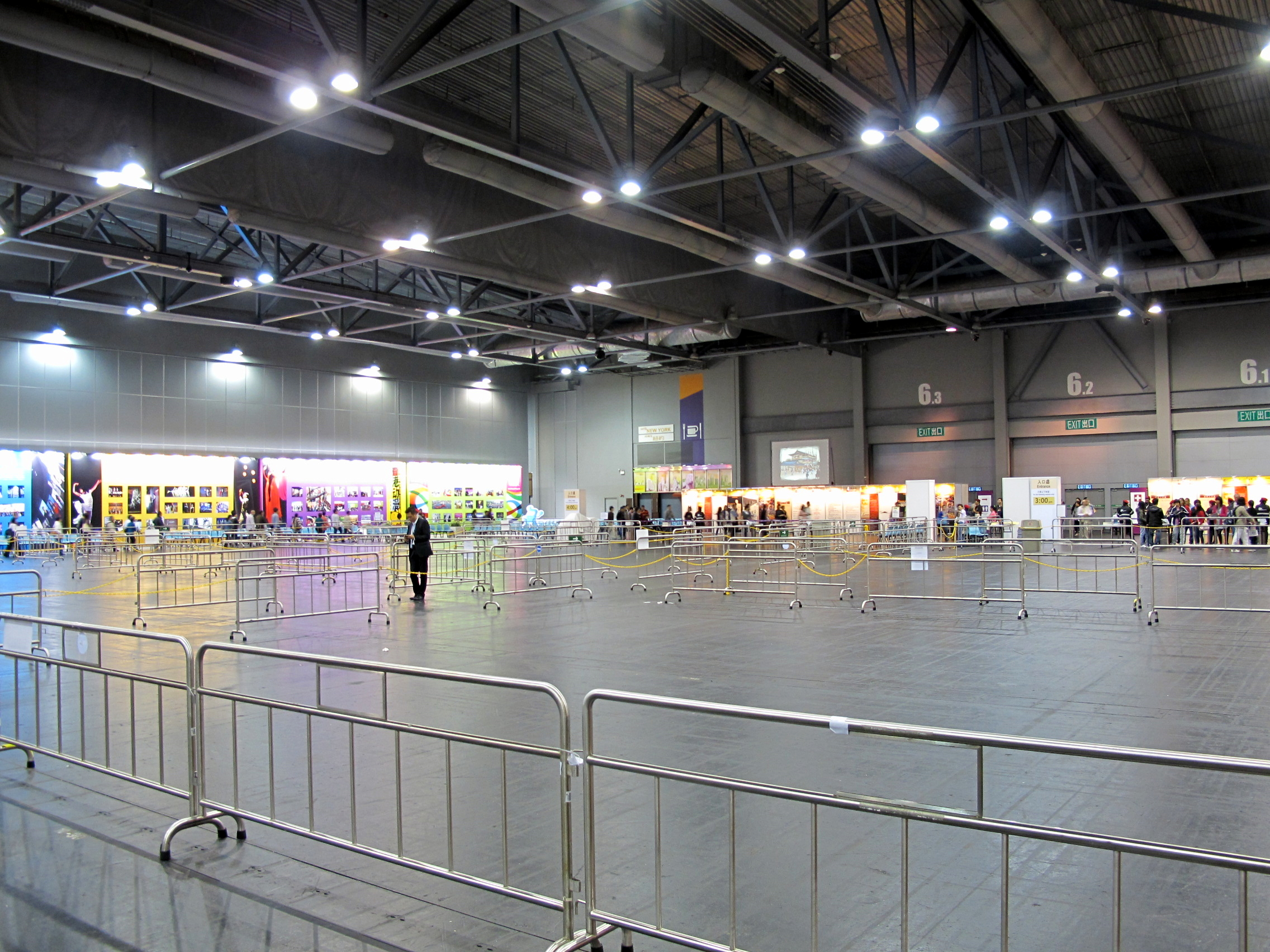
等候區
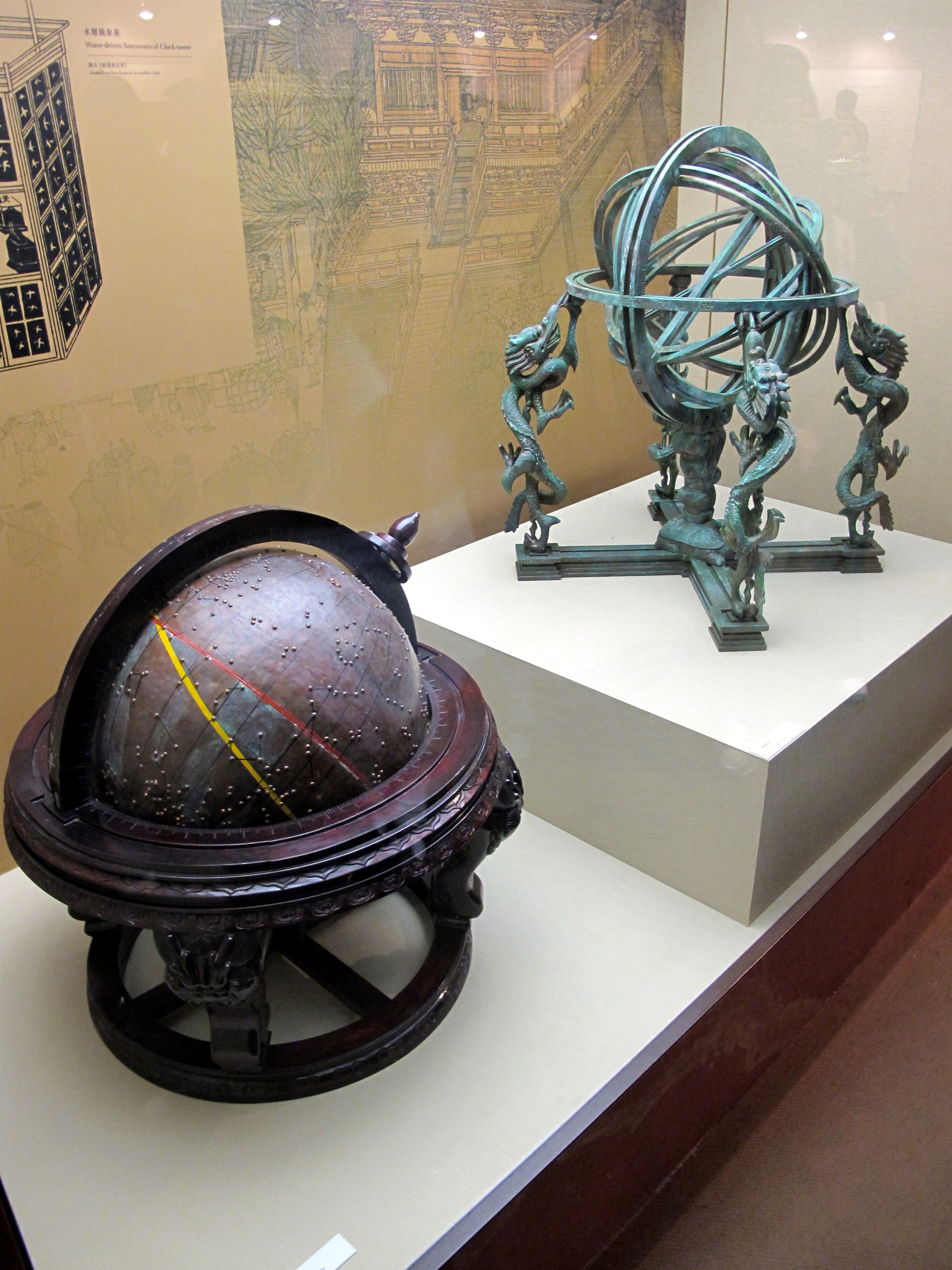
宋代文物展覽
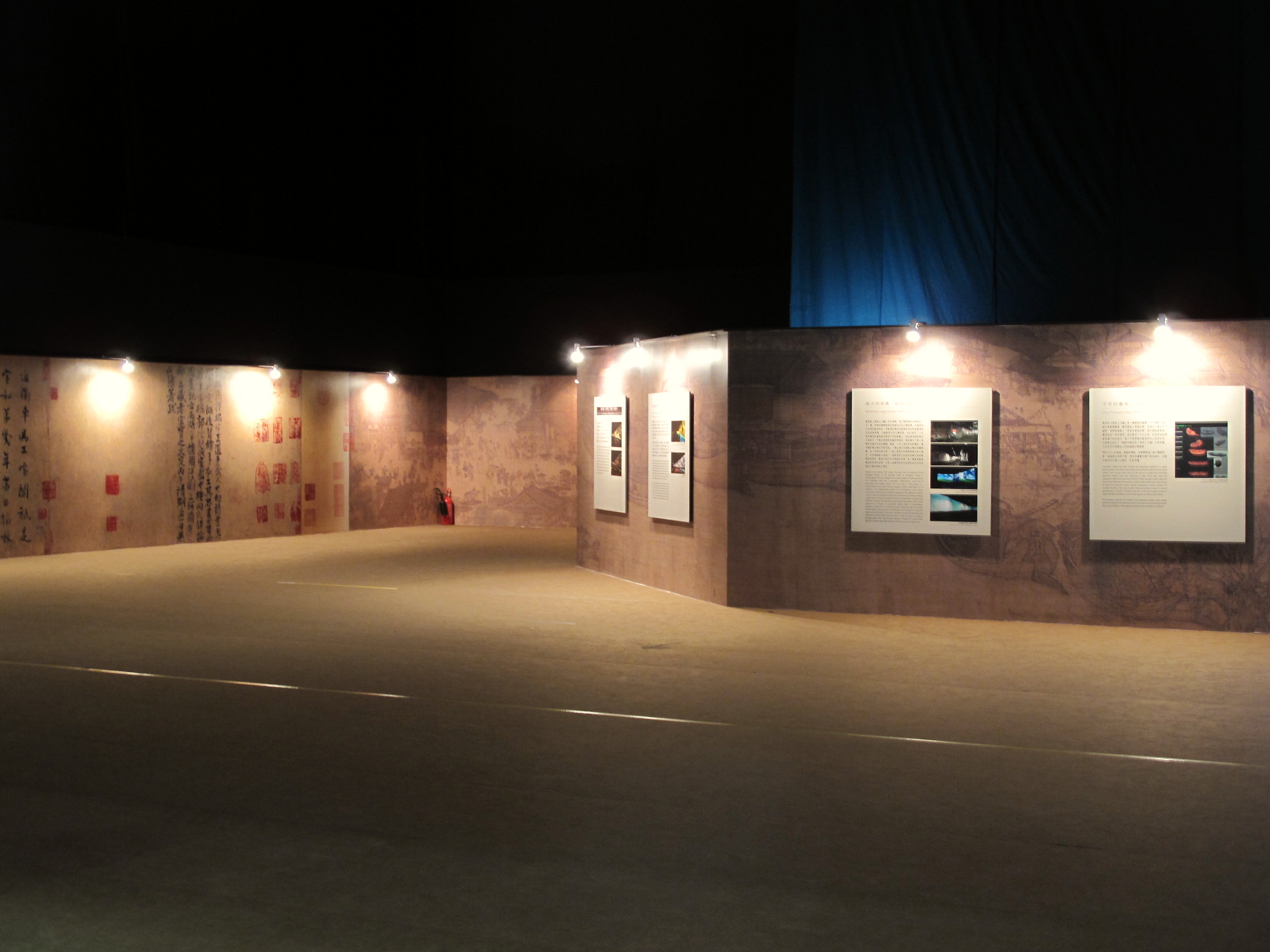
電子動態版製作展覽
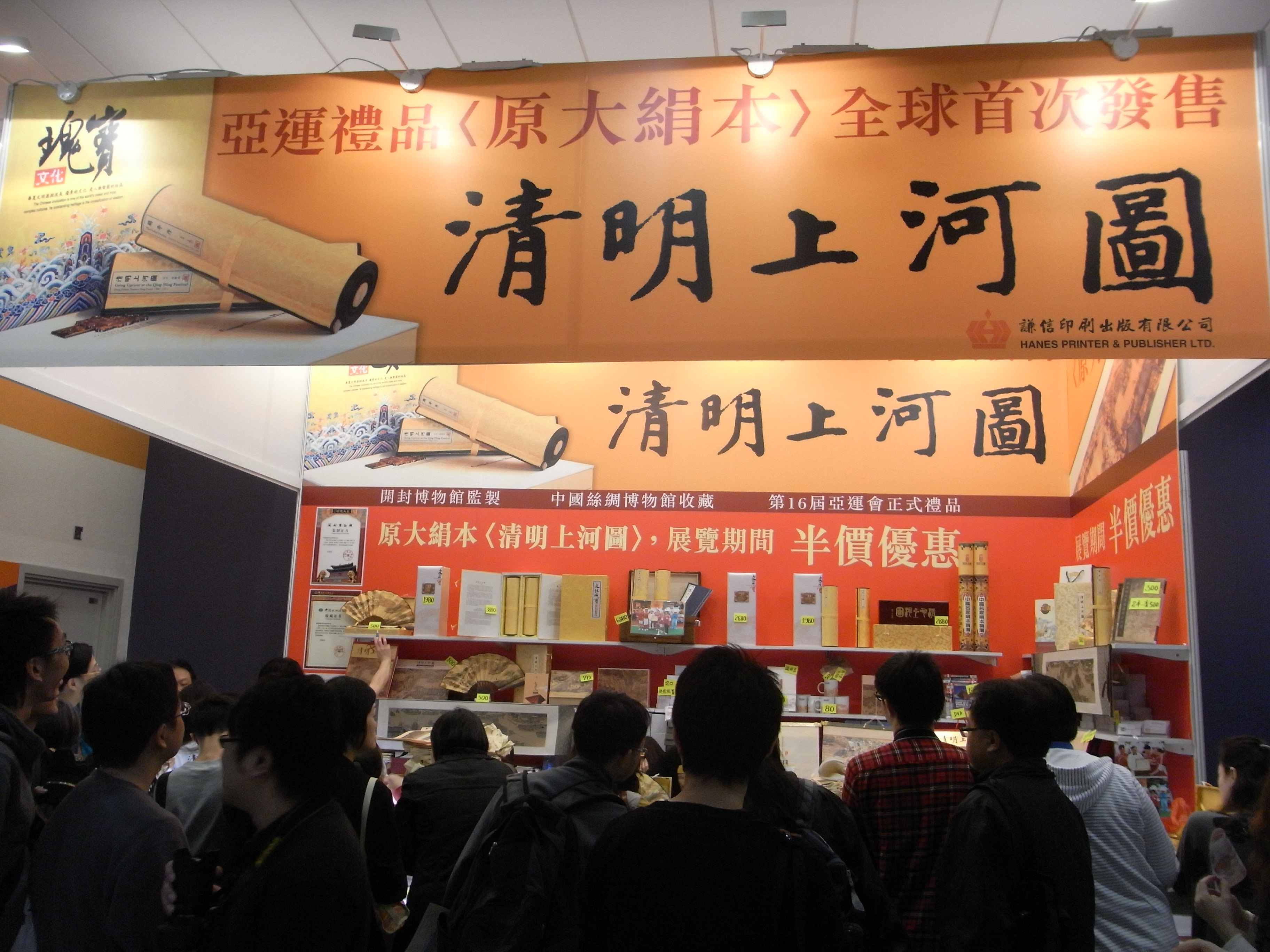
紀念品櫃台

### 澳門展出
由上海市人民政府和澳門特別行政區政府主辦，上海世博會事務協調局及澳門體育發展局承辦，並由水晶石科技有限公司負責設計及製作電子動態版《清明上河圖》澳門展於2011年3月25日至4月14日在澳門東亞運動會體育館展出。

### 臺灣台北市展出
「會動的清明上河圖」由臺灣聯合報系與中國上海世博會事務協調局主辦，於2011年7月1日至9月4日共66天在台北國際花卉博覽會爭艷館展出。

### 中华艺术宫、世博会纪念展展出

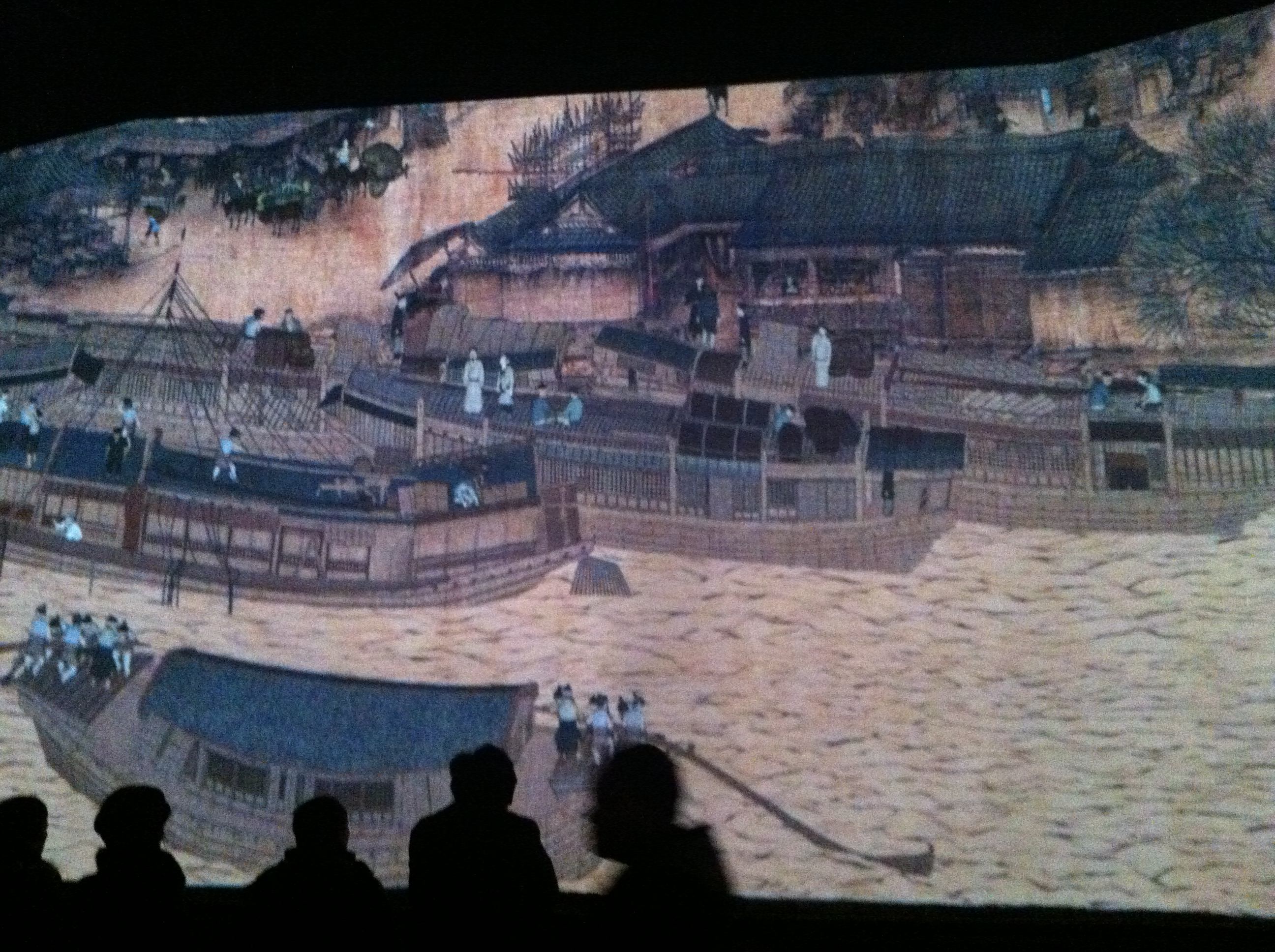
電子動態版《清明上河圖》於中华艺术宫中展出

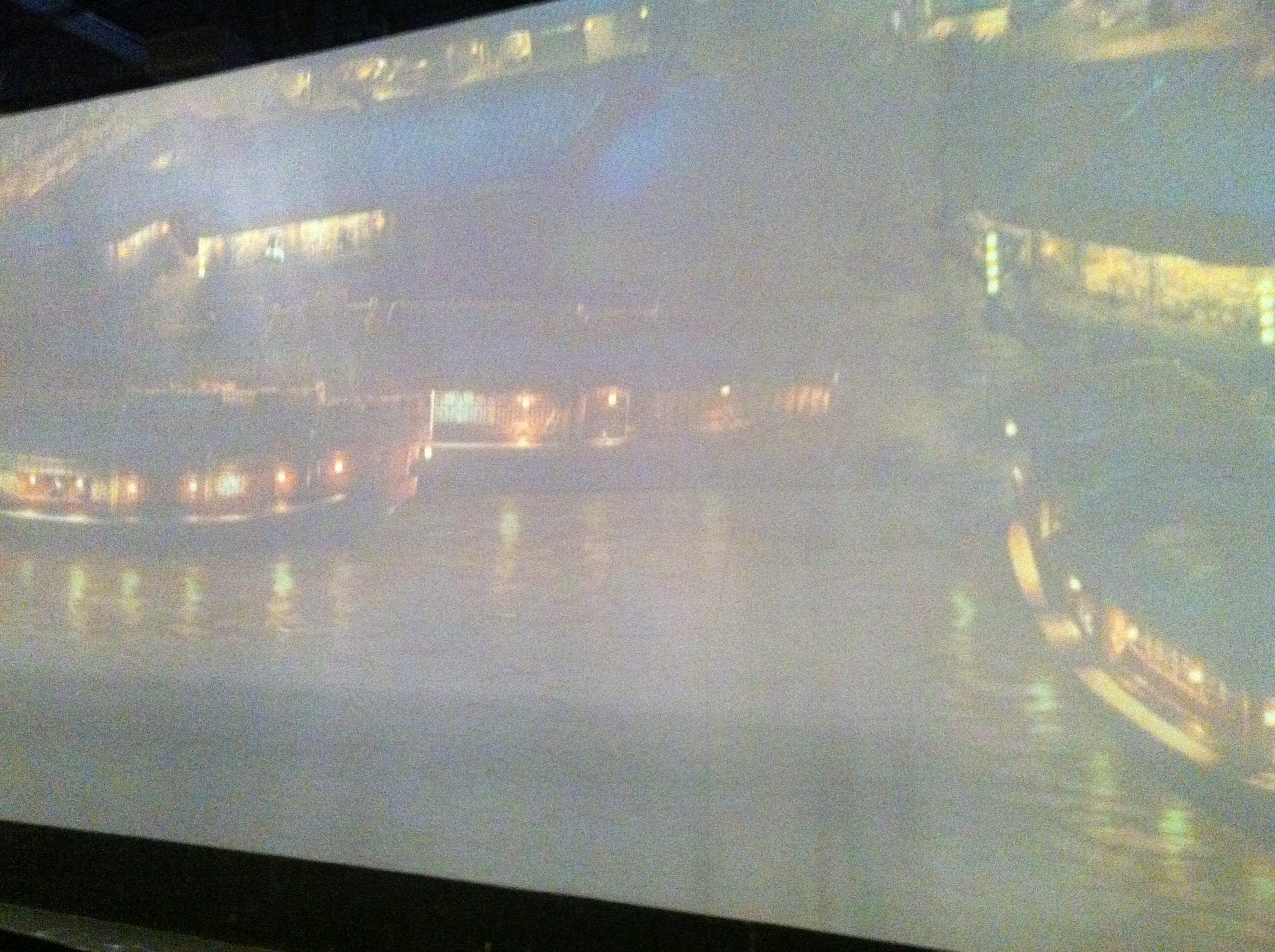
電子動態版《清明上河圖》於上海世博会纪念展中展出

電子動態版《清明上河圖》自2012年10月1日起在上海中华艺术宫（位于中国馆原址）长期陈列。由于此展出为特展，因此不属于免费参观范围，每人需缴纳20元的门票费（符合条件者可享半价优惠）。另外，電子動態版《清明上河圖》曾在上海世博会纪念展中展出，但由于世博会纪念展将进行改造并扩建成世博会博物馆，因此该展馆已于2014年12月31日关闭。

## 作品差別
動態版與原本的畫作之差別在於中國館展出之圖片，圖中的人物或物件都會移動；此外，動畫版中亦增設夜間畫面，每四分鐘一個日夜循環。
另外，動態版有兩個原本畫作沒有的場景：
- 虹橋上小孩追趕肥豬
- 汴京城夜景

## 外部連結
- （繁體中文）3D動態版的《清明上河圖》和《南宋風情圖》正在杭州休閒博覽會試映 （页面存档备份，存于）
- （简体中文）水晶石影視傳媒科技有限公司
- （简体中文）世博中國國家館 世博介紹
- （繁體中文） 智慧的長河　電子動態版《清明上河圖》 香港展覽
- （繁體中文）澳門政府 （页面存档备份，存于） 澳門展覽
- （繁體中文）聯合報系金傳媒公司 台灣展覽